# تولید بادمجان در چین

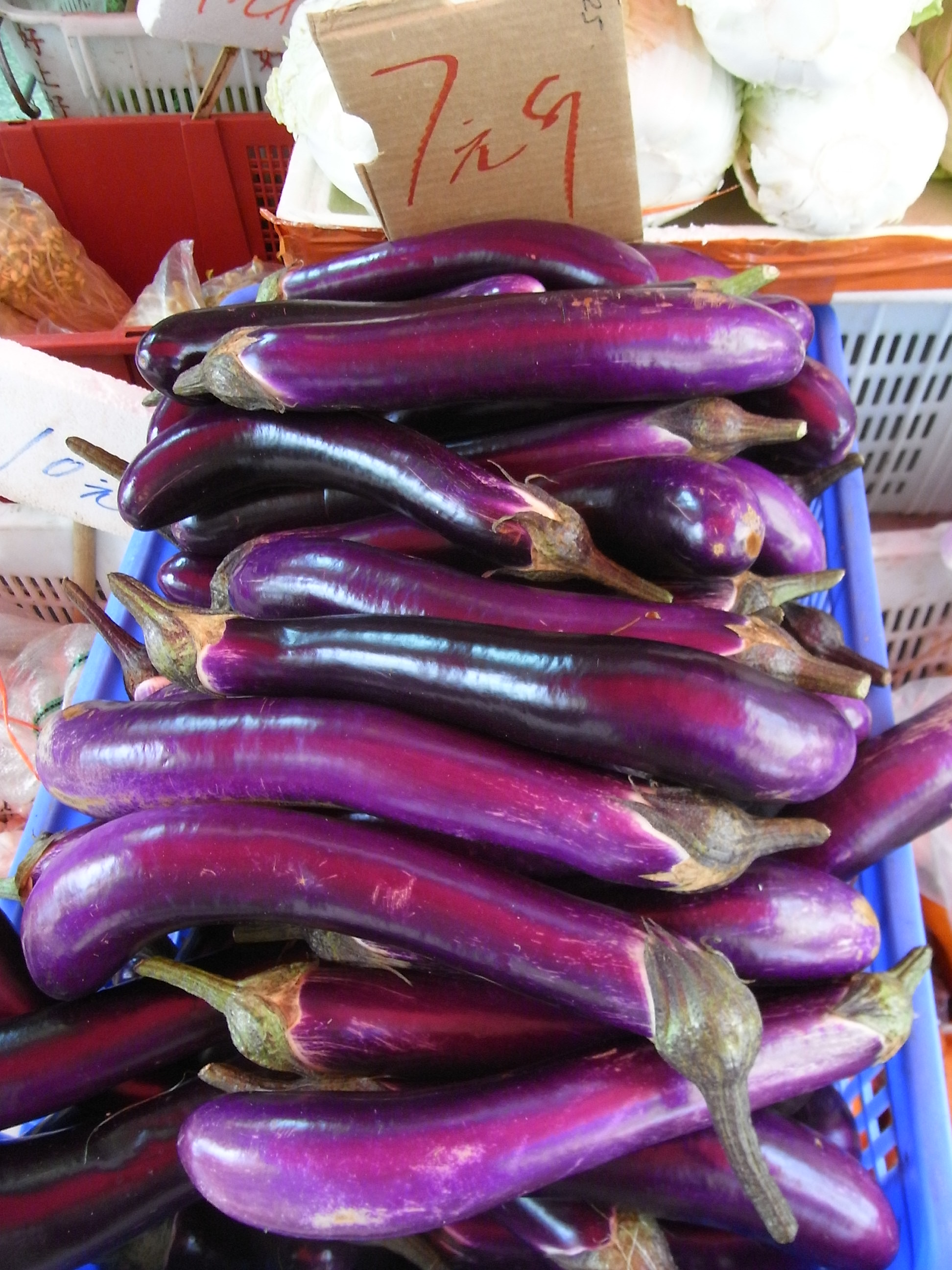
بادمجان‌های آماده فروش در هنگ کنگ

چین در امر تولید و مصرف بادمجان، کشور پیشرو در جهان است. پس از چین، کشورهای هند، ترکیه، ژاپن، مصر و ایتالیا از تولید کنندگان اصلی این محصول هستند؛ اقلیم مدیترانه‌ای به تولید بادمجان کمک می‌کند. چین از قرن پنجم پیش از میلاد، بادمجان را به دلایل مختلف و نه فقط برای غذا، تولید می‌کرده است. در اصل بادمجان از هند آمده است و ابتدا به مناطق ساحلی سرزمین اصلی چین و سپس تایوان رسیده است؛ نوع دراز و باریک آن برای پخت و پز ترجیح داده می‌شود. پوست بادمجان تیره از نظر تاریخی توسط زنان اشرافی برای تهیه رنگ سیاه استفاده می‌شد، که اغلب از آن برای «رنگ‌آمیزی دندان‌هایشان به رنگ سیاه و براق» استفاده می‌کردند.
در سال ۲۰۱۰، چین ۲۶٬۷۶۵٬۶۶۶ تن بادمجان تولید کرد که ۵۹٪ از کل تولید جهان را تشکیل می‌داد. این صنعت به طرز چشمگیری در حال رشد است؛ آمار سال ۲۰۰۸ نشان می‌دهد که چین در سال ۲۰۰۶، ۱۷٬۵۳۲٬۶۸۱ تن از این محصول را تولید کرده است. مدتی است که چینی‌ها به دنبال روش‌های نوآورانه برای افزایش بازده محصولات خود هستند و در سال ۱۹۸۷، چین اولین مزرعه مکانیزه تولید نشاء سبزیجات را در پکن تأسیس کرد که به عنوان «تولید نشاء توپی» (plug-seedling production) شناخته می‌شود. بادمجان نیز مانند گوجه‌فرنگی، خیار، فلفل و خربزه به این روش تولید شده است، اما برای بازدهی بهتر به تناوب کشت وابسته است.
گونه‌های چینی بادمجان به‌طور معمول دراز، باریک، استوانه‌ای و با کاسبرگ بنفش مایل به سبز، نسبت به هم نوع آمریکایی و ژاپنی خود، رنگ بنفش کمتری دارند. این صنعت تحت کنترل کشاورزان خرده‌پا است.

## آمار
طبق گزارش فائو در سال ۲۰۱۰، مقدار زیادی از تولید بادمجان تنها در چند کشور متمرکز شده است، وفق اینکه ۹۰ درصد از خروجی تولید آن در پنج کشور است. چین تولیدکننده برتر (۵۸٫۵۵٪ از تولید جهانی) و هند (۲۵٫۲۴٪) در رتبه دوم قرار دارد، پس از آن مصر، ایران و ترکیه قرار دارند. بیش از ۴٬۰۰۰٬۰۰۰ جریب فرنگی (۱٬۶۰۰٬۰۰۰ هکتار) در جهان به کشت بادمجان اختصاص داده شده است.
| ده تولیدکننده برتر بادمجان/ سال ۲۰۱۰ | ده تولیدکننده برتر بادمجان/ سال ۲۰۱۰ | ده تولیدکننده برتر بادمجان/ سال ۲۰۱۰ | ده تولیدکننده برتر بادمجان/ سال ۲۰۱۰ | ده تولیدکننده برتر بادمجان/ سال ۲۰۱۰ |
| کشور | تولید (تن)                           | درصد از کل تولید در جهان             | پاورقی                               |                                      |
| --- | ------------------------------------ | ------------------------------------ | ------------------------------------ | ------------------------------------ |
| چین | ۲۴٬۵۰۱٬۹۳۶                           | ۵۸٫۵۵                                | F                                    |                                      |
| هند | ۱۰٬۵۶۳٬۰۰۰                           | ۲۵٫۲۴                                |                                      |                                      |
| مصر | ۱٬۲۲۹٬۷۹۰                            | ۲٫۹۴                                 | F                                    |                                      |
| ایران | ۸۸۸٬۵۰۰                              | ۲٫۱۲                                 | F                                    |                                      |
| ترکیه | ۸۴۹٬۹۹۸                              | ۲٫۰۳                                 |                                      |                                      |
| اندونزی | ۴۸۲٬۳۰۵                              | ۱٫۱۵                                 | F                                    |                                      |
| عراق | ۳۸۷٬۴۳۵                              | ۰٫۹۳                                 | F                                    |                                      |
| ژاپن | ۳۳۰٬۱۰۰                              | ۰٫۷۹                                 | F                                    |                                      |
| ایتالیا | ۳۰۲٬۵۵۱                              | ۰٫۷۲                                 |                                      |                                      |
| فیلیپین | ۲۰۸٬۲۵۲                              | ۰٫۵۰                                 |                                      |                                      |
| جهان | ۴۱٬۸۴۰٬۹۸۹                           |                                      | A                                    |                                      |
| بدون نماد = رقم رسمی، P = رقم رسمی، F = تخمین فائو، * = داده‌های غیررسمی/نیمه‌رسمی/برآورد شده از طرفهای تجاری تولید کننده، C = رقم محاسبه‌شده A = مجموع (ممکن است شامل رسمی، نیمه‌رسمی یا تخمین‌ها باشد)؛ منبع: سازمان خواربار و کشاورزی ملل متحد (FAO) |                                      |                                      |                                      |                                      |